# پرزبان نوشته‌دار
پرزبان نوشته‌دار(نام علمی: Pteroglossus inscriptus) نام یک گونه از سرده پرزبان است.